# اکبر ترکی
اکبر ترکی نمایندهٔ دورهٔ دهم از حوزهٔ انتخابیهٔ فریدن و چادگان و فریدون‌شهر در استان اصفهان است که با کسب ۲۲٬۵۳۶ رأی از مجموع ۸۷٬۰۰۴ رأی معادل ۲۵٫۹۰٪ درصد آرا به مجلس راه پیدا کرد. شغل او پزشک سونوگرافی است
در جریان نطق محمود صادقی در مجلس که گفت، آیا نمایندگان عصاره ملت هستند؟ گویا ما عصاره شورای نگهبان هستیم، در مجلس تنشی رخ داد که در این تنش اکبر ترکی نمایندگانی مثل محمدعلی وکیلی و محمدرضا تابش را با ضربه دست به عقب پرت کرد.

## سوابق اجرایی
- معاون بهداشتی شبکه بهداشت و درمان شهرستان فریدن
- رئیس رادیولوژی بیمارستان امین اصفهان
- مدیر شبکه بهداشت ودرمان شهرستان فریدن
- عضو هیئت مدیره و رئیس سازمان نظام پزشکی شهرستان فریدن
- رئیس سازمان نظام پزشکی شهرستان فریدونشهر
- رئیس سازمان نظام پزشکی شهرستان چادگان
- عضو شورای هماهنگی نظام پزشکی استان اصفهان
- دادستان نظام پزشکی شهرستان فریدن ، فریدونشهر و چادگان